# エメラルドの洞窟 (イタリア)
エメラルドの洞窟（イタリア語: Grotta dello Smeraldo）は、イタリアのアマルフィ海岸に面する町コンカ・デイ・マリーニにある洞窟である。1932年に地元の漁師により発見された。
洞窟内部には一部海と地下でつながった海水湖がある。日中は海とつながっている部分から太陽の光が差し込み湖底を反射した光が海水面をエメラルド色に変化させることからこの名前がついた（光の加減などにより青色などにも変化する）。
アマルフィ海岸一帯の地殻変動により、崖の一部が崩壊したり裂けたりしたことにより洞窟ができたと考えられている。そのため洞窟に入るためには地下でつながった海から侵入するしかなかったため、1932年に地元の漁師のLuigi Buoncoreが崖にある小さな穴から洞窟を見つけるまで長い間その存在が知られていなかった。
現在は大きな入口が掘られ、20名程度乗れる船で洞窟内を見学することができる。

## アクセス
アマルフィよりエメラルドの洞窟行きのツアーがあり、バスや船が出ている。